# تومي توبرفيل
توماس هولي توبرفيل (بالإنجليزية: Thomas Hawley Tuberville)‏ هو سياسي أمريكي من الحزب الجمهوري ولد في يوم 18 سبتمبر 1954 في كامدن في ولاية أركنساس. هو لاعب ومدرب كرة قدم أمريكية سابق، وحالياً هو مرشح الحزب الجمهوري لإنتخابات مجلس الشيوخ الأمريكي عن ولاية ألاباما.